# スイソテル・ザ・スタンフォード
スイスホテル・ザ・スタンフォード(Swissôtel The Stamford)は、1986年に開業したシンガポールの超高層ホテル。

## 概要
70階建て、高さ226m、1,261室のホテルである。「ウェスティン・スタンフォード・シンガポール」（The Westin Stamford Singapore）として1986年に開業。世界で最も高いホテルであった。設計はI・M・ペイ。
2002年1月、併設の「ウェスティン・プラザ」（The Westin Plaza）とともにラッフルズ・インターナショナルに売却され、傘下のスイソテル・ホテル・アンド・リゾーツのブランドとなり、「スイソテル・ザ・スタンフォード」となった。

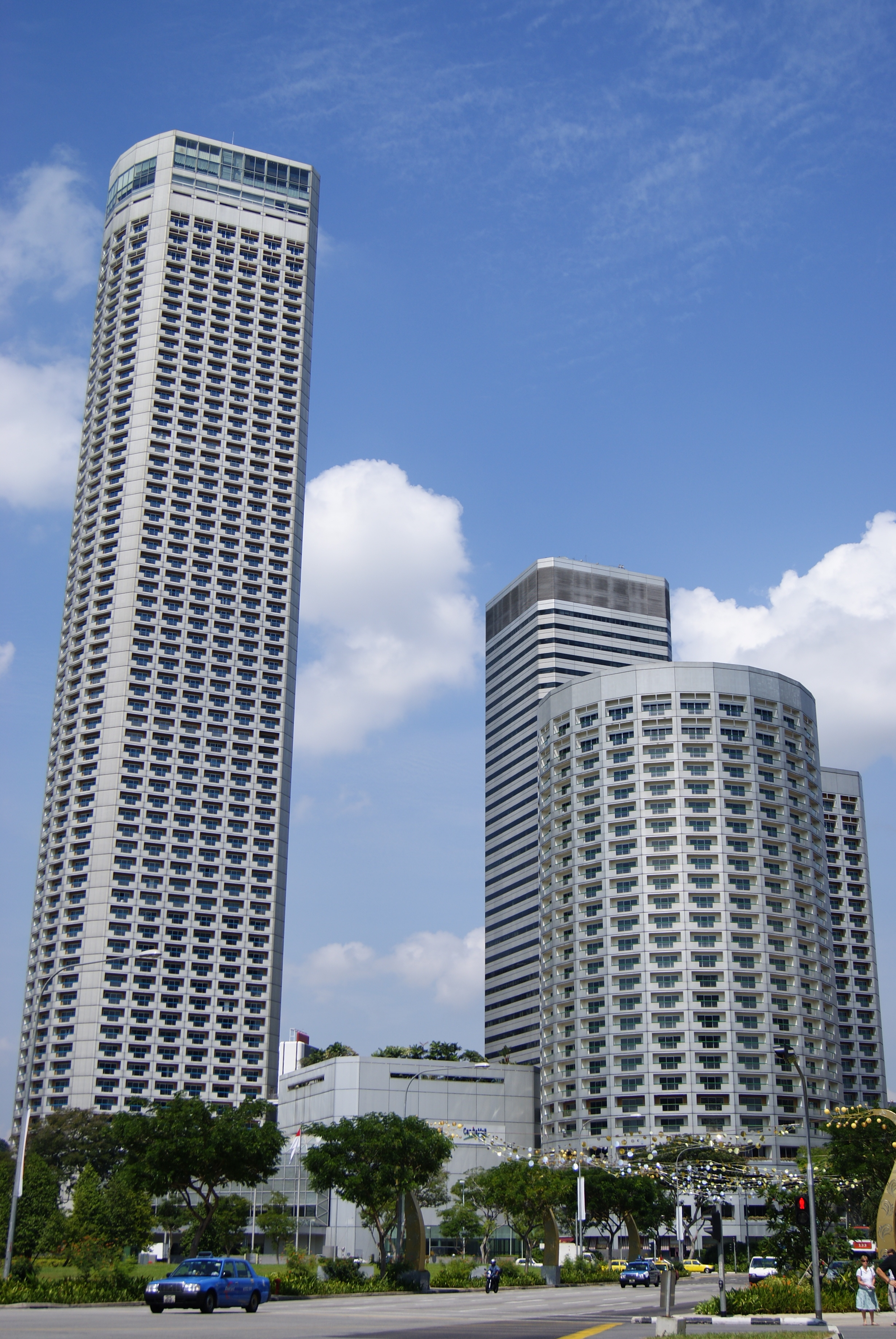
ラッフルズ・シティ。右はフェアモント・シンガポール

ラッフルズ・インターナショナルがフェアモント・ホテルズ・アンド・リゾーツに買収され、フェアモント・ラッフルズ・ホテルズ・インターナショナルになると、「ウェスティン・プラザ」の方は「フェアモント・シンガポール」（Fairmont Singapore）という名称に変わった。フェアモント・シンガポールは26階建て、769室、設計は同じくI・M・ペイである。
スイソテル・ザ・スタンフォード、フェアモント・シンガポールの2つのホテルを中心に、オフィスタワー、コンベンションセンター、ショッピングモールからなる「ラッフルズ・シティ」を形成している。この地にはシンガポール最初の学校である「ラッフルズ・インスティテューション」があった。またラッフルズ・ホテルに隣接している。最寄り駅はシティホール駅。